# Ерік Гарт Гадсон
Ерік Гарт Гадсон (англ. Eric Garth Hudson; 2 серпня 1937, Віндзор, Канада — 21 січня 2025) — канадський мультиінструменталіст. Як органіст, саксофоніст і акордеоніст канадсько-американської рок-групи «The Band», він був головним архітектором звучання групи. Журнал Keyboard назвав Гадсона «найяскравішим органістом у рок-музиці» Після смерті Річарда Мануеля в 1986 році, Ріка Данко в 1999 році, Левона Гелма в 2012 році, та Роббі Робертсона у 2023 році, Гадсон залишався останнім оригінальним учасникомThe Band
.

## Нагороди та відзнаки

### Як сольний виконавець
- Канадське товариство південних блюзів — премія за життєві досягнення, 2002[7]
- Музична сцена Гамільтона — інструменталіст року, 2005[8]
- Музичні премії імені Дофаско Гамільтона — премія за все життя, 2007[9]
- Зал слави блюзу — призначений «Легендарним виконавцем блюзу», 2012[10]
- Лондонський музичний зал слави — введений у 2014 році[11]
- Член ордена Канади, 2019 р.[12]

### Як учасникгрупи
- Зал слави канадської музичної премії «Юнона» — введено в 1989 р.[13]
- Зал слави рок-н-ролу — введено в дію 1994 року[14]
- Нагороди Греммі — Премія за все життя, 2008[15]
- Канадова алея слави — введена в 2014 році[16]

### Альбоми
| Year | Album                                                     | Label          | Note                                     |
| ---- | --------------------------------------------------------- | -------------- | ---------------------------------------- |
| 1980 | Music For Our Lady Queen Of The Angels'                   | Buscador Music | *CD release on Other People's Music 2005 |
| 2001 | The Sea to the North                                      | Woodstock      |                                          |
| 2005 | Live at the Wolf                                          | Make It Real   | *with Sister Maud Hudson                 |
| 2010 | Garth Hudson Presents: A Canadian Celebration of the Band | Sony Music     |                                          |

Брав участь у створенні музики до кінофільмів:
- 1978 Останній вальс (як виконавець)
- 1980 Raging Bull (як другий композитор)
- 1983 Король комедії (додаткова музика)
- 1983 The Right Stuff (другий композитор)
- 1986 Man Outside (актор — Чейні / додаткова музика)
- 1990 The Wall — Live in Berlin (виконавець)
- 1993 30-річчя концертного святкування (виконавець)
- 2003 Festival Express (виконавець)
- 2008 Ось що є (виконавець)
- 2013 Любов до Левона (виконавець)